# Filippo da Messina
Filippo da Messina (13e eeuw) of Filip uit Messina, een stad in het koninkrijk Sicilië, was een dichter. Hij dichtte in het Siciliaans. 
Filippo was verbonden met de ‘Scuola italiana’ van dichters en schrijvers onder stimulans van keizer Frederik II, een Hohenstaufer die zowel keizer van het Rooms-Duitse Rijk als koning van Sicilië was. Het Siciliaans van de Scuola was doorspekt van Franse, Provençaalse en Latijnse woorden.
Waarschijnlijk was Filippo een Siciliaan. De naam Messina duidt volgens taalkundigen niet noodzakelijk op een afkomst uit Messina. In de Laurenziano Redano 9 codex bewaard in de Biblioteca Medicea Laurenziana in Florence wordt zijn naam voorafgegaan door ‘Messer’. Dit geeft aan dat een hij edelman of patriciër was. 
Het enige sonnet dat met zekerheid kan toegeschreven worden aan Filippo da Messina is getiteld Oi Siri Deo, con forte fu lo punto. Dit gedicht gaat over de overgave aan de geliefde. Filippo vermeldt erin Helena en Paris alsook Tristan en Isolde. Dit suggereert een geletterdheid voor iemand in de 13e eeuw, wat samengaat met zijn hoge sociale status. Het geheel van het sonnet doet hoofs aan. 